# Контрерас, Мануэль
Хуан Мануэль Гильермо Контрерас Сепульведа (исп. Juan Manuel Guillermo Contreras Sepúlveda; 4 мая 1929, Сантьяго — 7 августа 2015, Сантьяго) — чилийский военный, основатель тайной полиции ДИНА. Активный участник крайне правого переворота 11 сентября 1973. Организатор и руководитель масштабных политических репрессий и зарубежных терактов. Не являясь членом Правительственной хунты, в первые годы военного режима являлся влиятельным государственным деятелем, близким соратником генерала Пиночета. Занимал ультраправые политические позиции. Из-за одиозной репутации ДИНА был отстранён от должности и выведен из политики. После восстановления демократии обвинён в похищениях, убийствах и пытках, привлечён к судебной ответственности, приговорён к длительному сроку и умер в заключении.

## Особенности происхождения
Происходил из военной династии. Прадед, дед и отец Мануэля Контрераса были офицерами чилийской армии. Дед — Мануэль Контрерас Канело — отличился в Тихоокеанской войне, участвовал в гражданской войне на стороне президента Бальмаседы. Отец — Мануэль Контрерас Моралес — дослужился до полковника. Брат — Хорхе Контрерас Сепульведа — командовал эсминцем чилийского флота
Мануэлю Контрерасу Сепульведе было шесть лет, когда из-за медицинской халатности умерла его мать. Отец быстро женился вторично, причём на родственнице покойной жены. Это вызвало негодование ребёнка, семейные отношения разрушились. По последующим отзывам, детская драма сильно отразилась на Мануэле Контрерасе. В характере развились характере ненависть, жестокость, неодолимая тяга к насилию. Отец и его сослуживцы обращали на это внимание и предполагали за Мануэлем серьёзную военную карьеру.
Начальное образование Мануэль Контрерас получил в школах Сантьяго и Осорно. Младшим школьником проявлял интерес к маршам чилийских национал-социалистов. В 1944 Мануэль Контрерас поступил в Военное училище имени Бернардо О’Хиггинса.

## Служба и позиция
Мануэль Контрерас с отличием окончил Военное училище в 1947. По специальности — военный инженер и сапёр. В звании энсина был направлен на службу в инженерный полк в Кильоте. В 1952 в звании лейтенанта вернулся в Военное училище в качестве инструктора-сапёра, с 1953 преподавал в военно-инженерной школе Сан-Антонио. В 1960—1962 учился в Военной академии на курсе офицеров Генерального штаба. Среди его преподавателей был капитан Аугусто Пиночет, с которым у Мануэля Контрераса установились тесные дружеские отношения. Был известен в армии под прозвищем Mamo. В 1953 женился на адмиральской дочери Марии Тересе Вальдебенито Стевенсон. В браке имел трёх дочерей и сына.
Идейно-политически Мануэль Контрерас придерживался ультраправых взглядов, близких к южноевропейскому фашизму. Был крайним националистом, антикоммунистом и антилибералом, сторонником фашистского корпоративизма и сильной социальной политики, государственной помощи малоимущим. Оптимальным государственным устройством Контрерас считал военную диктатуру. Большую тревогу вызывала у него Кубинская революция. Контрерас был уверен в грядущем столкновении с коммунистическими силами и готовился к максимально жестокому насилию.
Мануэль Контрерас проявлял интерес и очевидные способности в области военной разведки и контрразведки. Он тщательно изучал работу спецслужб, опыты подавления подполья, методы контрповстанческих операций — на примерах французских спецподразделений в Алжирской войне, бразильского ДОПС, южнокорейского ЦРУ, иранской САВАК. Это было отмечено командованием. С 1967 по 1969 Контрерас стажировался на базе Армии США в Форт-Беннинге. Вернулся в Чили в звании майора, вёл разведывательный спецкурс в военно-инженерной школе.
На выборах 1970 президентом Чили был избран марксист Сальвадор Альенде, лидер Социалистической партии Чили (СПЧ). В левое правительство Народного единства (UP) вошли представители Коммунистической партии Чили (КПЧ). Подполковник Мануэль Контрерас с яростной враждебностью относился к новым властям. Он командовал инженерным полком в Осорно, преподавал в Военной академии, возглавлял военно-инженерную школу Техас Вердес — и активно участвовал в антиправительственной военной организации.
Подполковник Контрерас установил связи с ЦРУ США, американской военно-морской разведкой, ультраправым антикоммунистическим движением Родина и свобода (PyL). Он организовал систему сбора информации и внедрения агентуры в всего СПЧ и ультралевое движение MIR. Задача состояла в том, чтобы при военном мятеже блокировать коммуникации UP, нейтрализовать опасных активистов, подавить заводские ячейки — «Промышленные кордоны».

## Директор ДИНА

### Создание
11 сентября 1973 Мануэль Контрерас активно и с энтузиазмом поддержал военный переворот во главе с генералом Пиночетом. Он принял на себя губернаторскую власть в провинции Сан-Антонио, взял под контроль стратегически важный порт Сан-Антонио, быстро подавил попытки сопротивления UP, организовал семь центров содержания заключённых. В ноябре новый режим учредил Национальную службу содержания заключённых (SENDET). В этой структуре Контрерас возглавил Департамент национальной разведки (DIN).

«Господа, закон — это я, — сказал Контрерас. — А это (он положил руку на пистолет) — судебная система».

Подполковник Контрерас предложил генералу Пиночету и Правительственной хунте создать новую спецслужбу политического сыска, небывалую в истории Чили. Пиночет санкционировал проект. 14 июня 1974 декретом-законом хунты было учреждено Национальное разведывательное управление (ДИНА). Национальным директором ДИНА стал Мануэль Контрерас в звании полковника.

### Репрессии
Довольно быстро Контрерасу удалось отстроить эффективный аппарат тайной полиции. Были созданы функциональные департаменты (внутренняя безопасность, внешняя разведка, психологическая война, техническое обеспечение), оперативные бригады, территориальные управления во всех регионах и значимых населённых пунктах. Кадровую основу составили армейские офицеры, причём первых сотрудников Контрерас набрал из известных ему курсантов военно-инженерного училища. Кроме того, к службе в ДИНА привлекались ультраправые активисты (особенно из PyL) и даже бывшие леворадикалы — перевербованные или сломленные пытками. Штатная численность сотрудников достигала 2,5 тысяч человек, внештатных осведомителей насчитывалось 20—30 тысяч.
ДИНА действовала на основе Доктрины национальной безопасности по принципу «внутренней войны». Служба руководствовалась не законом (хотя бы авторитарным), а идеологическими установками жёсткого национализма, антимарксизма, антикоммунизма. Ставилась задача не только оградить государство от угроз, но уничтожить марксизм-ленинизм, искоренить чилийское левое движение внутри страны и в эмиграции.

Марксизм и связанные с ним идеологии мы истребим как чуму.

Мануэль Контрерас

Достигалась эта цель максимальным насилием и крайней жестокостью. Практиковались произвольные аресты, похищения, жестокие пытки и тайные убийства. Были нанесены массированные удары по вооружённому подполью MIR, нелегальным структурам КПЧ и СПЧ. Затем подверглись репрессиям либералы, христианские демократы и даже оппозиционные консерваторы.
Осенью 1974 убит лидер MIR Мигель Энрикес. Летом 1975 проведена Операция «Коломбо» (119 убитых активистов MIR, СПЧ, КПЧ). Весной—зимой 1976 ликвидировано руководство подпольной КПЧ («Дело улицы Конференция»). Арестам или похищениям подверглись тысячи оппозиционных активистов или граждан, сочтённых "неблагонадёжными. Мрачную известность приобрели устроенные при ДИНА центры содержания заключённых — Вилла Гримальди, Londres 38, Техас Вердес, Хосе Доминго Каньяс, Казармы Симона Боливара, Трес-Аламос, Куатрос-Аламос, «Венда Секси». Тысячи людей подверглись пыткам в этих тайных тюрьмах, сотни были убиты. Общее количество убитых и «пропавших без вести» составляет не менее 2 — 3 тысяч, через аресты и пытки прошли десятки тысяч. Директор Контрерас был в курсе всех дел ведомства, отдавал оперативные приказы, лично участвовал в важных допросах.
Мануэль Контрерас стал фактическим инициатором континентальной Операции «Кондор», чилийская ДИНА под его руководством являлась одним из моторов операции. Самыми резонансными зарубежными терактами стали убийство Карлоса Пратса в Буэнос-Айресе (1974), покушение на Бернардо Лейтона в Риме (1975), убийство Орландо Летельера в Вашингтоне (1976). В мероприятиях ДИНА Контрерас особо выделял категорию «экстерриториальных». Наибольшее внимание уделялось атакам на политэмигрантов в Аргентине, оперативному сотрудничеству с СИДЕ и Triple A. В докладе американской разведки, датированным 1975, Контрерас зарактеризовался как главный противник прав человека в Чили. Однако ЦРУ продолжило сотрудничество с ним.
ДИНА устанавливала связи и в Восточном полушарии. Чилийских оперативников тренировали южнокорейские инструкторы боевых искусств (эти занятия проходил также сын директора Мануэль-младший). В апреле 1976 чилийская делегация во главе с Контрерасом посетила Тегеран (в составе был Пауль Шефер). Контрерас предлагал шаху Пехлеви и САВАК организовать ликвидацию Карлоса Шакала — незадолго до того устроившего теракт против ОПЕК (акция не состоялась, поскольку стороны не сошлись по смете).

### Стиль
Штат ДИНА комплектовался не только по профессиональным качествам и идеологической надёжности, но и на основе личной преданности. Сотрудники тайной полиции являлись «командой Контрераса», его силовым и политическим ресурсом. Поощрялась внутренняя корпоративность, полумафиозные связи, семейные переплетения. Начальница канцелярии директора Нелида Гутьеррес стала его многолетней любовницей. Эта связь практически не скрывалась, что осложняло семейные отношения. Временами Контрерас устанавливал связи и с другими сотрудницами — в том числе ультралевого происхождения (бывшую социалистку Лус Арсе Сандоваль называл «красивейшей из арестованных»).
При этом Контрерас требовал жёсткой дисциплины, безусловного повиновения и подчас проявлял бездушие даже к верным сотрудникам. Исполнитель убийств Пратса и Летельера Майкл Таунли — «фанатично преданный тайной полиции чужой страны» и ценивший дружбу с товарищами по ДИНА — воспринимался директором как чужак-иностранец. Приказом Контрераса «этот гринго» был лишён пропуска в штаб-квартиру.

### Притязания
Мануэль Контрерас никогда не был членом Правительственной хунты. Однако в 1974—1976 он считался вторым-третьим лицом военно-диктаторского режима, после генерала Пиночета, наряду с адмиралом Хосе Торибио Мерино. Тайная полиция под его руководством генерировала неофашистскую идеологию, более радикальную, нежели официальный пиночетизм. ДИНА претендовала на полную бесконтрольность и политическую власть, вмешивалась в дела министерств. Доходило до похищений агентами ДИНА министерской документации. На претензии по этому поводу Контрерас отвечал, что имеет свои резоны для таких действий и не намерен обсуждать их с посторонними. Ведомство Контрераса проявляло откровенную агрессивность в отношении других спецслужб. Доходило до физических нападений и драк между курсантами ДИНА и армейской разведки DINE.
Многие влиятельные военачальники и политики стали врагами Контрераса. Крайне негативно относился к нему консервативный идеолог хунты Хайме Гусман. Резче других выступали генералы Серхио Арельяно и Одланьер Мена. Арельяно писал Пиночету о «гестаповских зверствах» ДИНА — при том, что сам в сентябре 1973 возглавлял Караван смерти. Мена убеждал Пиночета, что не может быть порядка в государстве, где полковник поставлен над генералами. Отношения Контрераса с Меной характеризовались открытой ненавистью. Контрерас даже предпринял неудачную попытку отравить Мену. Их вражда во многом определяла ситуацию в чилийских спецслужб.
Представители военных разведок — авиационной SIFA/DIFA, армейской DINE, флотской SIN, карабинерской DICAR — решили объединить усилия в аппаратной конкуренции с ДИНА. Было создано неформальное, но чётко структурированное совместное подразделение — Соединённая команда (CC). Во главе CC стали представители авиационной разведки Эдгар Севальос Джонс и Роберто Фуэнтес Моррисон. Отношения между ДИНА и CC характеризовались как «война». Совершались взаимные убийства агентов. Севальос планировал убийство Контрераса, ситуацию с трудом удалось урегулировать.
В то же время президент Пиночет длительное время держал полковника Контрераса в статусе особо доверенного соратника и относился подчёркнуто дружественно. Немаловажное значение имело и благорасположение первой леди Лусии Ириарт Пиночет, которая видела в Контрерасе гаранта семейной безопасности. Супруги демонстрировали близость с Контрерасом на похоронах Франсиско Франко в Мадриде. Однако Пиночет тоже имел серьёзные разногласия с Контрерасом — прежде всего по вопросам социально-экономической политики. Пиночет проводил неолиберальный курс силами чикаго-бойз, Контрерас выступал за социальный корпоративизм и борьбу с бедностью, в духе лидера PyL Пабло Родригеса. Отношения постепенно осложнялись, полковник становился обременителен для генерала.

## Отстранение
Убийство Летельера, совершённое в столице США, вызвало не только общественное негодование, но и жёсткую реакцию американских властей. Администрация Джеральда Форда и тем более Джимми Картера не могли оставить этот теракт без последствий. Расследование ФБР установило принадлежность убийц к ДИНА. Контрерас поначалу перекладывал вину на Таунли и говорил, что не отвечает за действия агентов ЦРУ. Но американская сторона доказала непосредственную причастность Контрераса, отдавшего приказ. Следователь ФБР побывал в Сантьяго и допрашивал директора ДИНА в штаб-квартире ДИНА на Бельградо, 11. Был составлен запрос на экстрадицию.
Пиночет не мог игнорировать крайне одиозную репутацию ДИНА и персонально Контрераса, недовольство чилийского генералитета и американской администрации. К тому же в репрессиях прежнего масштаба и жестокости на четвёртом году режима объективно не стало нужды. Отстранение Контрераса и упразднение ДИНА стали вопросом короткого времени. 13 августа 1977 Правительственная хунта приняла Декрет-закон 1876 и Декрет-закон 1878. ДИНА подлежала расформированию, создавалась новая спецслужба — Национального центра информации (СЕНИ).
Статья 11 акта 1878 утверждала правопреемство СЕНИ от ДИНА. Директором СЕНИ поначалу оставался Мануэль Контрерас. Он пытался сопротивляться давлению противников, прежде всего генерала Мены, сохраняя в СЕНИ порядки и кадры ДИНА. Положение обострялось, но эта ситуация продлилась недолго. 22 октября 1977 был найден мёртвым дипломат Карлос Осорио Мардонес — от него ожидались показания в американском суде по делу о убийстве Летельера, и в день смерти его посетил Контрерас с группой своих офицеров. Официально кончину Осорио Мардонеса объяснили сердечным приступом, но существуют веские предположения о вынужденном самоубийстве или прямом убийстве.
3 ноября 1977 Мануэль Контрерас был снят с должности директора СЕНИ. На этот пост назначался Одланьер Мена. В ознаменование заслуг хунта присвоила Контрерасу звание бригадного генерала. Пиночет подарил Контрерасу золотые часы Seiko и по его просьбе направил в командование инженерных войск. Контрерас ещё рассчитывал вернуться в высший эшелон военных властей, это не входило в расчёты Пиночета. 20 марта 1978 генерал Карлос Форестер передал Контрерасу приказ главнокомандующего Пиночета об увольнении в запас. Контрерас вынужден был подчиниться, но вечером того же дня состоялась внушительная демонстрация его поддержки — к нему домой явились многие ветераны ДИНА, офицеры СЕНИ, военной авиации, корпуса карабинеров, даже министр обороны Эрман Бради и Лусия Ириарт Пиночет.

## Бизнес и проблемы
В сентябре 1978 Таунли был выдан американской юстиции. Встал вопрос об экстрадиции Контрераса в США — в качестве обвиняемого по делу об убийстве Летельера. Контрерас заготовил для переправки в Швейцарию пакет материалов о причастности к теракту самого Пиночета. Забаррикадировавшись в своём доме, он приготовился к вооружённому сопротивлению. Однако после переговоров Контрерас сдался полиции.
Более года, до октября 1979, он провёл в статусе предварительного заключения — содержался в Военном госпитале Сантьяго (вместе с ним находились также арестованные функционеры ДИНА Педро Эспиноса, Вианель Вальдивьесо, Армандо Фернандес Лариос). Верховный суд Чили в экстрадиции отказал, все четверо были освобождены.
Мануэль Контрерас осознал, что в политику более допущен не будет. Он активно занялся частным бизнесом — охранным, инжиниринговым, автодилерским, металлургическим. Несколько производственных и коммерческих компаний были объединены в холдинг Alfa-Omega Ltd. Также он создал жилищное товарищество бывших руководящих сотрудников ДИНА. Нелида Гутьеррес учредила в Сантьяго свою фирму — бутик MANE. Название откровенно указывало на отношения: «MAnuel — NElida». Такая демонстративность привела к окончательному разрыву отношений с официальной супругой, но развод с Марией Тересой был оформлен только в 1990.
В штате СЕНИ оставалось немало ветеранов ДИНА, верных Контрерасу. Некоторые из них, особенно члены крайне идеологизированной «Мульченской бригады», стремились вернуть прежнее положение — полную бесконтрольность тайной полиции, повышенное финансирование, политическое влияние. Акцией этих сил явилось ограбление в Каламе 1981. Но смертная казнь обоих грабителей и странная гибель их начальника — офицеров СЕНИ, из «Мульченской бригады» — стала недвусмысленным предупреждением экс-директору ДИНА о последствиях любого фрондирования. Контрерас вполне понял сигнал.
С середины 1980-х Мануэль Контрерас удалился в частную жизнь. Занимался в основном семейными делами — легализацией отношений с Нелидой, урегулированием имущественных споров с Марией Тересой, объяснениями с детьми. Переселился из столицы в южную провинцию Льянкиуэ, приобрёл во Фресии ферму Viejo Roble. Постоянно ожидая нападения, обустроил ферму на холме, чтобы оперативно контролировать окрестности. Занимался производством поддонов. Нелида Гутьеррес продала MANE и переехала в Пуэрто-Варас, жила на Viejo Roble. По последующим отзывам, Контрерас практически не сомневался, что после смены режима против него будут приняты меры и готовился сопротивляться.

## Суды и сроки
Демократические порядки в Чили восстановились в 1990. Новые власти начали уголовное преследование Мануэля Контрераса началось раньше, чем кого-либо из сотрудников ДИНА, не говоря об армейских генералах и офицерах. Уже в 1993 он был признан виновным в организации убийства Орландо Летельера и приговорён к семилетнему заключению. Первоначально он был освобождён под залог, но в 1995 Верховный суд определил для него содержание под стражей. Контрерас публично заявил, что отказывается садиться в тюрьму:

Я не защищаюсь — победители не нуждаются в этом, потому что именно они пишут историю.

Два месяца Контрерас находился под защитой единомышленников в армейском полку Пуэрто-Монта и военно-морском госпитале Талькауано. Но поддержка военных постепенно сходила нет. 20 октября 1995 Контрерас сдался тюремному конвою. Был помещён в тюрьму Пунта-Пеуко (Тильтиль). Содержался в комфортных условиях. Его постоянно посещали Нелида Гутьеррес и дочери — что приводило к резким конфликтам между ними (дочери презрительно относились к секретарше).
Находясь в заключении, Контрерас неоднократно пытался связаться с Пиночетом — в то время главнокомандующим вооружёнными силами, затем сенатором Чили. Однако Пиночет не реагировал на телефонные звонки. Безразличие прежнего «Хефе» к другу и соратнику привело Контрераса в негодование. Он изменил позицию в отношении Пиночета. В 1997 Контрерас подал апелляцию в Верховный суд, где впервые дал понять, что действия, за которые он осуждён, являлись выполнением пиночетовских приказов. То же самое он сказал под протокол в беседе с американскими прокурорами.
В 2001 Контрерас освободился после отбытия первого срока, но уже в 2002 был арестован вновь. Началась череда судебных процессов по конкретным эпизодам репрессий ДИНА. Базовую основу обвинений составили материалы, собранные при правлении Пиночета генералом Одланьером Меной, который впоследствии тоже был осуждён по сходным обвинениям и в знак протеста покончил с собой.
Мануэль Контрерас был признан виновным в похищениях и убийствах «Операции „Коломбо“», пытках и убийствах на Вилле Гримальди, организации убийства Карлоса Пратса, похищениях и убийствах священника Антонио Льидо, журналистки Дианы Арон Свигилиски, студентки Луми Виделы, социалиста Виктора Олеа, коммунистов Виктора Диаса Лопеса, Давида Зильбермана и ряде других (привлекался и по «Делу улицы Конференция», но этого обвинения избежал по принципу Res judicata). Вместе с Контрерасом были осуждены руководители и сотрудники ДИНА Педро Эспиноса, Рауль Итурриага, Мигель Краснов, Марсельо Морен Брито, Франсиско Феррер Лима, Освальдо Ромо, Басклай Сапата и другие, покончил с собой Херман Баррига. Итальянская и аргентинская юстиция привлекали Контрераса по процессам о покушении на Лейтона и убийству Пратса, оформлялись запросы на экстрадицию.
Свою защиту Контрерас строил на тезисах о коммунистической угрозе, насильственных действиях леворадикального подполья и необходимости антитеррористической борьбы. Утверждал, будто никогда не отдавал приказов об убийствах и пытках, свидетельства называл ложными. Допускал «отдельные эксцессы», но ответственность перекладывал с ДИНА на военные спецслужбы, карабинеров, полицию и «эскадроны смерти» типа Соединённой команды.
В общей сложности в отношении Мануэля Контрераса вынесены 59 обвинительных вердиктов. По совокупности всех приговоров срок тюремного заключения Контрераса составил 526 лет. Содержался попеременно в тюрьме Кордильера (Пеньялолен) и тюрьме Пунта-Пеуко, условия оставались комфортными.

## Персональные претензии
Публичные высказывания Контрераса о Пиночете становились всё более негативными. Бывший директор тайной полиции обвинял бывшего главу государства в злоупотреблениях властью, финансовых махинациях и даже в наркобизнесе. Марко Антонио Пиночет, сын генерала, подал иск за клевету. Доказательств Контрерас не представил. В 2005 между Контрерасом и Пиночетом состоялась очная ставка. Оба генерала возложили друг на друга полную ответственность за действия ДИНА.
Контрерас фактически обвинял Пиночета в измене, в оставлении верных соратников на произвол судьбы вопреки прежним обещаниям и гарантиям: «Он бросил нас. Он потерял право быть лидером». Военную карьеру Пиночета называл «ненормальной», политическую позицию характеризовал как «особенную». Смерть Пиночета в 2006, по словам Контрераса, не вызвала у него никаких эмоций. В то же время Контрерас признавал за Пиночетом исторические заслуги — «экономическое чудо» и подавление терроризма.
В 2010 Мануэль Контрерас оформил свои многолетние отношения с Нелидой Гутьеррес. Бракосочетание по гражданскому обряду, без венчания и вечеринки, состоялось в Кордильере. Гутьеррес объявила о сбывшейся мечте. Но в 2014, незадолго до смерти Контрераса, между супругами произошёл разрыв, видную роль в котором сыграли дети Контрераса от первого брака, особенно старшая дочь и сын. Контрерас обвинил вторую жену в «духовной измене и психологическом насилии» и подал в суд на развод. Между второй женой и первой семьёй начался острый имущественный конфликт, в результате которого сам Контрерас в любом случае утрачивал все материальные активы.

## Смерть
86-летний Мануэль Контрерас скончался от многочисленных болезней в военном госпитале Сантьяго. Останки были кремированы на католическом кладбище. Нелида Гутьеррес и две дочери на церемонии прощания отсутствовали из-за конфликта.
Согласно завещанию, прах Контрераса развеян над фермой Viejo Roble, которую он называл «единственным местом счастья».
Мануэль Контрерас умер в воинском звании бригадного генерала. Кремация проводилась в военной форме. Возникла процедурная проблема, связанная с положенными посмертными почестями. В данном случае таковые не отдавались: министерство обороны сослалось на компрометирующие генерала судебные приговоры. Левые демонстранты на улицах Сантьяго приветствовали известие о кончине начальника ДИНА. Правая партия Независимый демократический союз, позитивно оценивающая правление Пиночета, высказалась довольно двусмысленно — в таком смысле, что смерти не следует желать никому, «даже Мануэлю Контрерасу».

## Личность
В современной Чили отношение к Мануэлю Контрерасу однозначно негативно. Безотносительно к политической роли и историческим обстоятельствам, он воспринимается как олицетворение бесчеловечной жестокости. Но люди, близко его знавшие, считают Контрераса неоднозначной личностью. Характерны два его высказывания под конец жизни: он говорил, что, если бы знал будущее, не стал бы служить в ДИНА — и одновременно заявлял, что гордится службой в ДИНА.
Крайняя жестокость Контрераса сочеталась с романтизацией отношений — отсюда «служебный роман» с Гутьеррес, поддержание корпоративного духа в ДИНА, идеализация «мужской дружбы» с тем же Пиночетом (при известном её итоге). Холодность не мешала вспышкам ярости, прагматичность — тяготению к мистике. Контрерас был очень привержен воззрениям Хосе Антонио Примо де Риверы и ритуалам Испанской фаланги, которые наблюдал в Испании и стремился распространить в Чили.
Мануэль Контрерас Вальдебенито-младший выделял в характере отца непробиваемое упрямство и самонадеянную амбициозность: «Он из тех, кто за столом прольёт на вас кофе и не станет извиняться». К деньгам и вещам Контрерас-старший был равнодушен, к бытовым излишествам не склонен, коррупционных обвинений против него не выдвигалось. Увлекался коллекционированием оружия, особенно чилийских ножей корво.
Идеология и политические взгляды Контрераса всю жизнь оставались неизменны. Он был убеждённым ультраправым националистом, непримиримым антикоммунистом и антимарксистом. Собственная судьба или отношение к Пиночету не меняли мировоззренческих основ. Совершённое во главе ДИНА считал необходимым для страны. Незадолго до смерти Контрерас назвался верным католиком и выразил уверенность, что будет оправдан на Страшном суде.